# 戈羅季先斯科耶湖 (佩喬雷區)
57°42′56.82″N 27°51′39.62″E / 57.7157833°N 27.8610056°E
戈羅季先斯科耶湖（俄语：Городищенское），是俄羅斯的湖泊，位於該國西北部，由普斯科夫州負責管轄，處於佩喬雷區，長0.55公里、寬0.25公里，面積0.12平方公里，平均水深2.1米，最大水深5.75米。